# Покосьно
Покосьно (пол. Pokośno) — село в Польщі, у гміні Суховоля Сокульського повіту Підляського воєводства.
Населення — 258 осіб (2011).
У 1975-1998 роках село належало до Білостоцького воєводства.

## Демографія
Демографічна структура станом на 31 березня 2011 року:
|          | Загалом | Допрацездатний вік | Працездатний вік | Постпрацездатний вік |
| -------- | ------- | ------------------ | ---------------- | -------------------- |
| Чоловіки | 137     | 30                 | 87               | 20                   |
| Жінки    | 121     | 27                 | 56               | 38                   |
| Разом    | 258     | 57                 | 143              | 58                   |